# Synaxis brunneilinearia
Synaxis brunneilinearia är en fjärilsart som beskrevs av Grossbeck 1907. Synaxis brunneilinearia ingår i släktet Synaxis och familjen mätare. Inga underarter finns listade i Catalogue of Life.